# كيسين
كيسين قرية سورية تتبع ناحية مركز الرستن في منطقة الرستن في محافظة حمص. بلغ عدد سكانها 2,189 نسمة في عام 2004 حسب إحصاء المكتب المركزي للإحصاء.